# Loubianka (métro de Moscou)
Pour les articles homonymes, voir Loubianka.
Loubianka (en russe : Лубя́нка et en anglais : Lubyanka) est une station de la ligne Sokolnitcheskaïa (ligne 1 rouge) du métro de Moscou, située, sous la place Loubianka, sur le territoire de l'arrondissement Tverskoï dans le district administratif central de Moscou. Elle dessert notamment le Magasin Dietsky mir.
Elle est dénommée Dzerjinskaïa pour sa mise en service en 1935 lors de l'ouverture de la première ligne du métro de Moscou. Elle est renommée avec son nom actuel en 1990.
La station est ouverte tous les jours aux heures de circulation du métro.

## Situation sur le réseau
Établie en souterrain, à 33 mètres sous le niveau du sol, la station Loubianka est située au point 5+48 de la ligne Sokolnitcheskaïa (ligne 1 rouge), entre les stations Tchistye proudy (en direction de Boulvar Rokossovskogo) et Okhotny Riad (en direction de Salarievo).

## Histoire

### Première station
La station Dzerjinskaïa est mise en service le 15 mai 1935, lors de l'ouverture à l'exploitation de la première ligne du métro entre les stations Sokolniki et Park koultoury.
Les travaux ont débuté en décembre 1933, mais les ingénieurs rencontrent dès le début des conditions de sol difficiles et complexes. La zone située sous la place Dzerjinskaïa est composée d'argile du Jurassique, en dessous duquel résident des couches de sables mouvants et d'argile du Carbonifère. La structure était censée reposer sur la couche d'argile du Carbonifère, qu'ils pensaient assez solide pour supporter son poids. Toutefois, l'argile est bien plus molle que prévu du fait de la proximité d'un canal souterrain de la rivière Neglinnaïa, et a également tendance à enfler de manière importante au contact de l'air. Cette situation géologique implique une construction des tunnels section par section, de manière très rapide, afin de permettre au béton de prendre avant que la pression résultant de l'argile en expansion n'augmente jusqu'au point de rupture des éléments de soutiens bois. Le design originel de N.A. Ladovski doit être modifié de manière significative afin de prendre en compte ces problèmes. Dans le but de minimiser la quantité d'excavations requises, l'idée initiale du hall central sur toute la longueur est abandonnée, et remplacée par d'étroits passages aux extrémités de la station reliant les deux plates-formes, comme dans le métro de Londres, et à l'instar de la station Tchistye Proudy. Ceci simplifia la construction de la station tout en permettant une éventuelle future construction du hall prévu initialement.
Les constructeurs ne sont pas arrivés au bout des surprises, notamment lorsque les sables mouvants d'entre les deux couches d'argile commencèrent à s'infiltrer sur le chantier presque immédiatement, et à cause de la mollesse inattendue de la couche d'argile de l'âge carbonifère, et que la structure commença lentement à s'enfoncer. Les efforts de tous les travailleurs du chantier permirent néanmoins de tenir les délais pour ouvrir la station en même temps que la ligne. Une sculpture réalisée en leur honneur est située dans le vestibule sur la rue Nikolskaïa.

### Station reconstruite
En 1965, on apprit que la station allait devenir un point de correspondance vers la ligne Tagansko-Krasnopresnenskaïa, alors à l'état de projet, et il devint inévitable que la station soit terminée. La technologie avait alors avancé au point que la construction du hall central, supposée impossible dans les années 1930, put finalement avoir lieu, même si ce projet prit sept ans à voir le jour. La première étape de l'expansion de la station fut la construction d'une deuxième entrée à l'extrémité nord, qui fut terminée en 1968.
La construction de la moitié nord du hall central fut simplifiée par l'usage de la nouvelle technique de gel du sol, qui ne put être utilisée sur la moitié sud. Les travailleurs furent forcés de revenir à la méthode originelle de construction rapide, segment par segment, avant que la station ne puisse les ensevelir du fait de l'expansion de l'argile. Une fois le hall central fini, les passages vers les plates-formes furent creusés grâce à l'utilisation d'explosifs, et la station rouvrit finalement en 1972.
La reconstruction de la station fut un triomphe de l'ingénierie, mais pas de l'esthétique, les piliers de marbre blanc et les carreaux blancs des murs remplaçant le marbre noir au motif frappant utilisé dans l'ancienne station. Bien que la section du hall central existe toujours, l'effet d'ensemble a été perdu. Les architectes de l'expansion furent Nina Alechina et A.F. Strelkov. En 1975, des escalators furent ajoutés au centre de la plate-forme pour assurer le transfert vers la nouvelle station Kouznetski Most.
Loubianka a deux entrées, aux deux bouts de la station. Celle d'origine est construite au rez-de-chaussée d'un bâtiment du côté sud de la place de la Loubianka, faisant face aux quartiers généraux du KGB et à leur prison, de triste mémoire. Le second vestibule est situé dans un réseau de passages souterrains, au nord de la place. Une moyenne de 40 800 passagers entrent dans la station par ce vestibule chaque jour, mais un nombre bien plus important de personnes y passent pour une correspondance.
En 1990, la place Dzerjinski est renommée place Loubianka et le 5 novembre 1990 la station est également renommée Loubianka. Un buste de Félix Dzerjinski, fondateur et premier dirigeant de la Tchéka devenue KGB, est toujours présent dans le premier vestibule de la station.

## Services aux voyageurs

### Intermodalité
Depuis Loubianka il est possible de rejoindre la ligne Tagansko-Krasnopresnenskaïa par la station correspondante Kouznetski Most.